# Forum Freies Theater

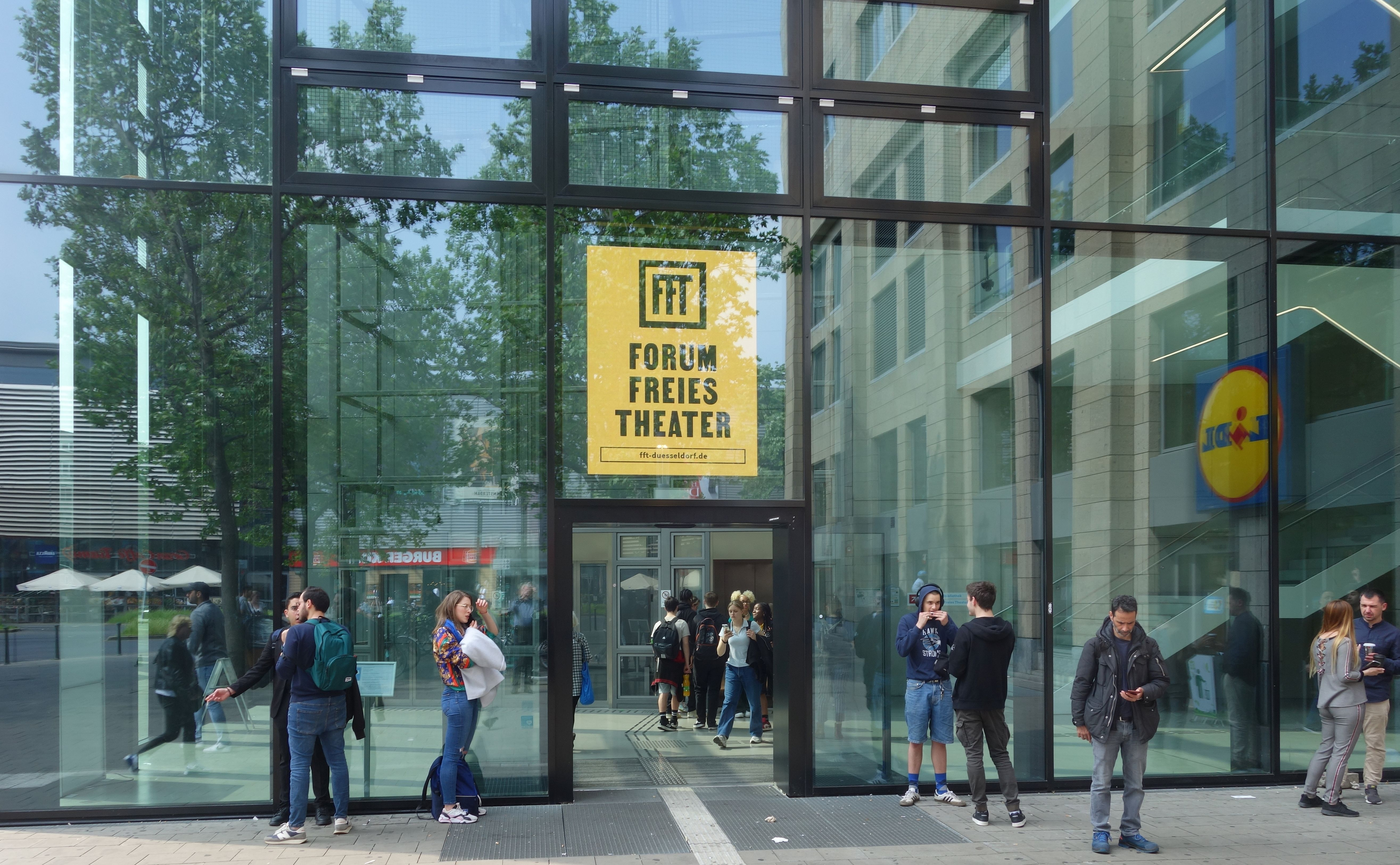
Eingang des FFT

Das Forum Freies Theater Düsseldorf (FFT) ist ein Produktions- und Veranstaltungsort für professionelles freies Theater in der nordrhein-westfälischen Landeshauptstadt Düsseldorf.

## Organisation und Programm
Ohne festes Schauspielensemble steht das FFT für ein Programm an der Schnittstelle von Theater, Performance, Tanz, bildender Kunst und Musik. Es wurde 1999 gegründet und aus den Kammerspielen Düsseldorf (bis 1967 das private Theater „Kammerspiele“ unter der Leitung von Hansjörg Utzerath im Carsch-Haus) und dem Jungen Theater in der Altstadt ohne eigenes Ensemble gebildet.
Insgesamt führt das FFT über 300 Veranstaltungen pro Jahr durch, die von mehr als 22.000 Zuschauern besucht werden. Künstlerische Leiterin und Geschäftsführung ist seit 2004 Kathrin Tiedemann.
Das FFT ist an ein internationales Netzwerk freier Produktionsstätten angebunden (u. a. im Bündnis internationaler Produktionshäuser) und arbeitet mit Theatern aus der Region eng zusammen. Die Förderung junger Künstler aus Düsseldorf, die Präsentation und Produktion von Arbeiten national bzw. international relevanter Künstler und Gruppen sowie die Erarbeitung von Theaterprojekten von und mit Kindern und Jugendlichen sind wesentlich für das FFT.
Gefördert wird das Forum Freies Theater vor allem von der Landeshauptstadt Düsseldorf und dem Ministerium für Kultur und Wissenschaft des Landes Nordrhein-Westfalen. Projekte werden unter anderem gefördert durch die Kunststiftung NRW, das Nationale Performance Netz, die Stiftung van Meeteren, die Kulturstiftung des Bundes.

## Theaterpreis des Bundes
2015 erhielt das FFT den Theaterpreis des Bundes für sein Programm zwischen Beteiligung der Stadtbewohner und experimentellen künstlerischen Positionen der Darstellenden Künste.
In der Begründung der Jury hieß es weiterhin: „Das Forum Freies Theater (FFT) in Düsseldorf gestaltet seit nun 15 Jahren ein Programm zwischen Beteiligung der Stadtbewohner und experimentellen künstlerischen Positionen der Darstellenden Künste. Hierfür erfindet es mit regionalen sowie internationalen Künstlern immer wieder neue Formate, in denen es gelingt unterschiedliche Disziplinen konzeptionellen Denkens mit ästhetischen Aktionen zu verbinden. Das FFT erzeugt dabei auf Augenhöhe eine Sphäre aus Stadt, Kunst und Theater, die bestrebt ist Denkfiguren nicht nur als künstlerischen Prozess zu begreifen, sondern deren Komplexität zu vermitteln und in die Lebenswirklichkeit zu übertragen.“

## Spielstätte
Es umfasste zunächst zwei Spielstätten: das FFT Juta in der Altstadt und die FFT Kammerspiele auf der Jahnstraße.
2021 eröffnete das FFT seine neue Spielstätte im KAP1 am Düsseldorfer Hauptbahnhof. Vielfältig nutzbare Bühnen- und Arbeitsräume, ein großzügiges Foyer mit Blick auf den Bahnhofsvorplatz sowie eine einzigartige Bar machen das FFT zu einem attraktiven Ort für Begegnungen, Austausch und Versammlung.

## Reihen + Festivals
PlayFull – Performative Begegnungen für junges Publikum
Bei PLAY FULL dreht sich alles um performative Praktiken und forschende Ansätze im Theater für junges Publikum. Im Rahmen unseres kompakten Festivals mit ausgewählten Produktionen, Workshops und Diskussionen, begegnen sich Kinder, Jugendliche, Artists und Pädagogischen Fachkräften.
west off – Theaternetzwerk Rheinland
west off ist die qualifizierende Plattform für den künstlerischen Nachwuchs aus NRW, getragen von den Produktionshäusern Theater im Ballsaal Bonn, FFT Düsseldorf und studiobühneköln. Dieses Jahr verknüpft sich west off mit dem internationalen Netzwerk Freischwimmen und zeigt die nächste Generation von Theatermachern.
ON/LIVE – Games, Begegnungen, Digitale Kultur
ON/LIVE verhandelt seit 2016 aktuelle Fragen des digitalen Lebens – wie Barrierefreiheit im Netz, Medienkompetenz oder Gamification. Die diesjährige Ausgabe widmet sich vor allem spielerischen Formen der Versammlung. In den Jahren 2020 und 2021 fand ON/LIVE rein digital statt. Jetzt hält der Austausch künstlerischer Experten aus den Bereichen Coding, Publikums-Interaktion und digitale Kultur Einzug in unsere neuen Räume im KAP1.
Game on Stage
Mit „Game ON Stage“ begeben sich die Berliner Künstlergruppe machina eX und das FFT Düsseldorf auf eine zweijährige Forschungsreise zu den Schnittstellen von Theater und Gaming. In einem Entwicklungs- und Produktionslabor machen sie sich in fünf Levels auf die Suche nach interaktiven Spieldramaturgien und Möglichkeiten der Partizipation.
Public Bodies. Dramaturgien der Entblößung
Anhand von drei Produktionen untersucht die Reihe „Public Bodies. Dramaturgien der Entblößung“, wie sich die Bedeutung des (nackten) öffentlichen Körpers auf der Bühne aktuell bestimmen lässt.
Spielarten Festival
Das SPIELARTEN Festival zeigt die große Bandbreite an Produktionen und die Vielfalt an Inhalten und Spielformen im Freien Theater für Junges Publikum in NRW. Schulklassen und Familien können im FFT spannende Geschichten, Tanz, Theater und Neuer Zirkus für verschiedene Altersgruppen erleben.
Freischwimmer
„Freischwimmer“ ist eine Plattform für den künstlerischen Theaternachwuchs im deutschsprachigen Raum und bietet jungen Theaterkünstlern der Freien Szene die Gelegenheit, neue Positionen unter gleichen organisatorischen Bedingungen und einem gemeinsamen Thema zu entwickeln und vorzustellen.
Impulse Theater Festival
Das Impulse Theater Festival ist seit mehr als 30 Jahren die wichtigste Plattform für die Freien Darstellenden Künste im deutschsprachigen Raum. In diesem Jahr sind wir die Gastgeber für den SHOWCASE und präsentieren im FFT und an anderen Orten in Düsseldorf die von der Jury ausgewählten Produktionen.

## Junges FFT
Jugendliche können im FFT selbst aktiv werden. Gemeinsam mit Artists erarbeitet sie Stücke und Performances, bestimmen die Themen, entwickeln Inhalte und stehen auf der Bühne. Jedes Jahr gibt es die Möglichkeit, in unterschiedlichen Projekten am FFT mitzumachen.
Über das Spielen hinaus, gibt es für Jugendliche die Möglichkeit das Programm mitzugestalten und Einblicke in die Arbeit eines Produktionshauses zu bekommen. Ob Praktikum oder ein Lightningtalk im Rahmen unseres Symposiums ON/LIVE, wir finden sicherlich etwas Passendes!

## Konzerte
Im Foyer des FFT finden regelmäßig Konzerte statt.